# Beate Schramm
Beate Schramm   (Leisnig, 21 de juny de 1966) és una remadora alemanya, ja retirada, que va competir durant les dècades de 1980 i 1990. Fins a la caiguda del mur de Berlín va competir per la República Democràtica Alemanya.
El 1988 va prendre part en els Jocs Olímpics d'Estiu de Seül, on va guanyar la medalla d'or en la prova del quàdruple scull del programa de rem. Va formar equip amb Kerstin Foerster, Kristina Mundt i Jana Sorgers. Quatre anys més tard, als Jocs de Barcelona, fou dotzena en la prova del scull individual.
En el seu palmarès també destaquen quatre medalles d'or al Campionat del món de rem entre les edicions de 1986 i 1991. També guanyà un campionat nacional del doble scull (1986) i dos de scull individual (1991 i 1992).